# Esther Duflová
Esther Duflová, nepřechýleně Duflo (* 25. října 1972, Paříž), je francouzsko-americká ekonomka, profesorka zmírňování chudoby a ekonomie rozvoje na Massachusettském technologickém institutu. Výzkumně se zaměřuje na mikroekonomická témata v rozvojových zemích.
Stala se spoluzakladatelkou a ředitelkou Abdul Latif Jameel Poverty Action Lab a působí jako výzkumná spolupracovnice National Bureau of Economic Research (NBER), je členkou představenstva Bureau for Research and Economic Analysis of Development (BREAD) a vedoucí programu rozvojové ekonomie Center for Economic and Policy Research.
V roce 2019 získala Nobelovu pamětní cenu za ekonomii společně s Abidžítem Banerdžím a Michaelem Kremerem za experimentální přístup ke snižování globální chudoby. Stala se tak druhou ženou a do té doby nejmladším oceněným za ekonomii. S chotěm Banerdžím byli šestým manželským párem, který převzal Nobelovu cenu (v rámci všech kategorií) společně.

## Život
Esther Duflo se narodila v roce 1972 v Paříži jako dcera pediatričky Violaine Duflo a matematika Michela Duflo. Během dětství se její matka často angažovala v humanitních projektech.
Esther se dětství zajímala o historii, kterou také chtěla po střední škole studovat. Ve druhém ročníku začala zvažovat kariéru v civilních službách nebo politice. V roce 1993 se na 10 měsíců přestěhovala do Moskvy, kde pracovala na historické práci popisující vužívání velkých závodů v sovětské propagandě, jako například výrobu traktorů ve Stalingradu a také to, jak propagandistické požadavky změnily skutečnou podobu podobných projektů. V Moskvě také působila jako asistentka výzkumu s francouzským ekonomem pro Centrální ruskou banku a s americkým ekonomem, Jeffrey Sachs, pro ruské ministerstvo financí. Na základě těchto zkušeností se rozhodla ekonomii více věnovat.
V roce 1994 získala bakalářský titul za studium historie a ekonomie na École Normale Supérieure a v roce 1995 získala magisterský titul na École d'économie de Paris a Université PSL École des hautes études en sciences sociales a École normale supérieure. V roce 1999 získala titul Ph.D z ekonomie na MIT. Na MIT stále působí jako profesorka.

## Kariéra
Poté, co v roce 1999 získala titul Ph.D, byla jmenována odborným asistentem na MIT. Ve 29 letech byla nejmladší členkou fakulty, která zastávala funkci na této univerzitě.
Duflo a Banerjee se o Indii zajímají od roku 1997. V roce 2003 zde provedla zkušební experiment, o nepřítomnosti učitelů, ve 120 školách, které provozují neziskové organizace. Jejím hlavním zájmem byla častá absence vyučujících. Povzbuzením učitelů, aby se každý den fotografovali se svými studenty, dokázala snížit jejich absenci.
V roce 2003 spoluzaložila společnost Poverty Action Lab na MIT, která od té doby provedla přes 200 empirických výzkumů. Laboratoř sídlí v Chennai v Indii a na Pařížské ekonomické škole. V roce 2006 spolu s několika kolegy provedla Duflo v Indii další experiment. Ukázalo se, že nahrané projevy žen byly ochotněji přijímány ve vesnicích, které zažily ženské vůdce. Duflo se stále více přesvědčovala, že komunity podporující ženské kandidáty by mohly očekávat ekonomické přínosy, ale měla potíže přesvědčit své kolegy.  
V roce 2008 obdržela cenu Frontier of Knowledge za rozvojovou spolupráci, která se zaměřila na hodnocení vývoje v oblasti sociálního zabezpečení.
Duflo vstoupila do veřejné sféry v roce 2013, když zasedala v novém Výboru pro globální rozvoj, který radil bývalému americkému prezidentovi Baracku Obamovi v otázkách rozvojové pomoci v chudých zemích. Duflo je spolupracovnicí NBER pro výzkum, členkou představenstva Bureau for Research and Economic Analysis of Development (BREAD)  a ředitelkou vývojového ekonomického programu Centra pro výzkum hospodářství a politiky, kde působí také jako členka představenstva i ředitelka.
Byla zakládající redaktorkou American Economic Journal: Aplikovaná ekonomie, šéfredaktorkou časopisu The American Economic Review a spolušéfredaktorkou časopisu The Review of Economics and Statistics a Journal of Development Economics. Také je členkou redakčního rady Annual Review of Economics a členkou Human Capital Research Programme v rámci International Growth Centre. Dále píše měsíční sloupek pro francouzský deník Libération a byla hlavní řečnicí na první Bocconiho přednášce na Bocconiho univerzitě v roce 2010, v roce 2011 ji následovala Caroline Hoxby.

## Publikace
V dubnu 2011 zveřejnila svou knihu Poor Economics, kterou napsala spolu s Banerjee. Kniha získala mnoho pozitivních ohlasů.
- Banerjee, Abhijit V.; Duflo, Esther (2019). Good Economics for Hard Times: Better Answers to Our Biggest Problems. PublicAffairs. ISBN 978-1-61039-950-0.
- Banerjee, Abhijit Vinayak; Duflo, Esther, eds. (2017). Handbook of Field Experiments, Volume 1. North–Holland (an imprint of Elsevier). ISBN 9780444633248.
- Banerjee, Abhijit V.; Duflo, Esther (2011). Poor Economics: A Radical Rethinking of the Way to Fight Global Poverty. New York: PublicAffairs. ISBN 9781610390408.
- Banerjee, Abhijit Vinayak; Duflo, Esther, eds. (2017). Handbook of Field Experiments, Volume 2. North–Holland (an imprint of Elsevier). ISBN 9780444640116.
- Duflo, Ester (2010). Le Développment Humain (Lutter contre la pauvreté, volume 1 (in French). Paris: Le Seuil. ISBN 978-2021014747.
- Duflo, Ester (2010). Le Développment Humain (Lutter contre la pauvreté, volume 2 (in French). Paris: Le Seuil. ISBN 978-2021011876.
- Duflo, Ester (2009). Expérience, science et lutter contre la pauvreté (in French). Paris: Fayard. ISBN 978-2818500071